# Brûly-de-Pesche
Le Brûly-de-Pesche (en wallon Li Broûli-d'-Peche) est une section de la ville de Couvin situé en Région wallonne dans la province de Namur (Belgique). C'est un hameau isolé dans la grande forêt de la Thiérache belge arrosé par un petit affluent de l'Eau Noire.
Auparavant hameau du village de Pesche, il était devenu une commune à part entière, par arrêté royal, le 7 juin 1867 et ce jusqu'à la fusion des communes de 1977. Elle s'étend sur 1 091 hectares dont 935 de forêts.
Le Brûly-de-Pesche se trouve sur le territoire du Parc national de l'Entre-Sambre-et-Meuse (ESEM).

## Étymologie
Le nom du hameau (Brûly) indique qu'il fut créé par un essartage. Les arbres de la forêt étaient abattus et brûlés, il se formait alors de facto une clairière que l'on pouvait cultiver (qui plus est, les cendres provenant des arbres enrichissaient le terrain) et qui souvent donnait naissance à un hameau puis un village dont le nom comporte souvent « sard », « sars », « sart », « essars » ou « brulie », « bruly », « brulin », et leurs correspondants en flamand « rode », « rhode ». Dans la région, on retrouve également Le Brûly et Cul-des-Sarts.

## Évolution démographique
- Source: DGS, 1831 à 1970=recensements population, 1976= habitants au 31 décembre

## Histoire
En 1844, 50 hectares de forêts sont lotis et acquis par des agriculteurs pour la plupart originaires de Froidchapelle. Le hameau compte rapidement 200 habitants.
En 1855, est construite, sur un terrain donné par le duc de Croÿ, une chapelle dédiée à saint Méen, saint invoqué pour les maladies de la peau. Aussi, la chapelle comme la source voisine aménagée à proximité, devient le centre d’un pèlerinage renommé. La chapelle, d'abord une annexe de l'église de Pesche, est réunie à Cul-des-Sarts en 1904.
La route ne l'atteint qu'en 1870. Le seul artisanat était la saboterie.
Un peu à l'extérieur du village se trouve un abri fortifié : poste avancé construit pour Adolf Hitler, alors qu'il avait atterri à Rocroi (France) tout proche, pour conduire la campagne de France du 6 juin au 4 juillet 1940. Un musée de la résistance y a été adjoint. En bordure de la RN 964, en face de la route qui mène au village du Brûly, la Chapelle du Maquis, dessinée par l'architecte Roger Bastin (originaire de Couvin), célèbre le souvenir des 47 résistants du Groupe D du Service de Sabotage Hotton cachés dans les forêts environnantes et victimes de la guerre.

### Hitler au Brûly
Le 24 mai 1940, deux cents hommes investissent le hameau. Ils bâtissent deux chalets, deux bunkers, une rotonde, une pièce d'eau et remplacent le clocher de l'église par un réservoir d'eau pour ainsi constituer un GQG (Grand quartier général).
Le 6 juin 1940 vers 13 heures 30, Adolf Hitler arrive à son nouveau quartier général. Aussitôt, il le nomme le 'Wolfsschlucht' (Ravin des loups). Pendant 22 jours, du 6 au 28 juin, Hitler y installe donc son grand quartier général.
Le 17 juin 1940, Hitler apprend la teneur du discours résigné du Maréchal Pétain. C'est dans l'église du Brûly-de-Pesche qu'est rédigé l'acte de capitulation de la France. Hitler le corrige le 20 juin. Le 21, il accomplit un aller-retour rapide à Rethondes, laissant l'armistice s'y conclure. Vers 20 heures, il est de retour. Les trompettes sonnent le signal « Halte au feu » partout sur le territoire le 25 juin, à 1 heure 35. C'est la fin des combats en France.
Le 28 juin 1940, le séjour de Hitler au Brûly-de-Pesche prend fin. Il décolle à 7 heures 30 pour Strasbourg avant de se rendre dans son nouveau GQG, au Tannenberg en Forêt-Noire.
Durant la présence allemande dans le village (du 28 mai au 29 juin), les habitants de plus de vingt villages environnants durent quitter leur habitation et furent évacués de force par l'occupant allemand.

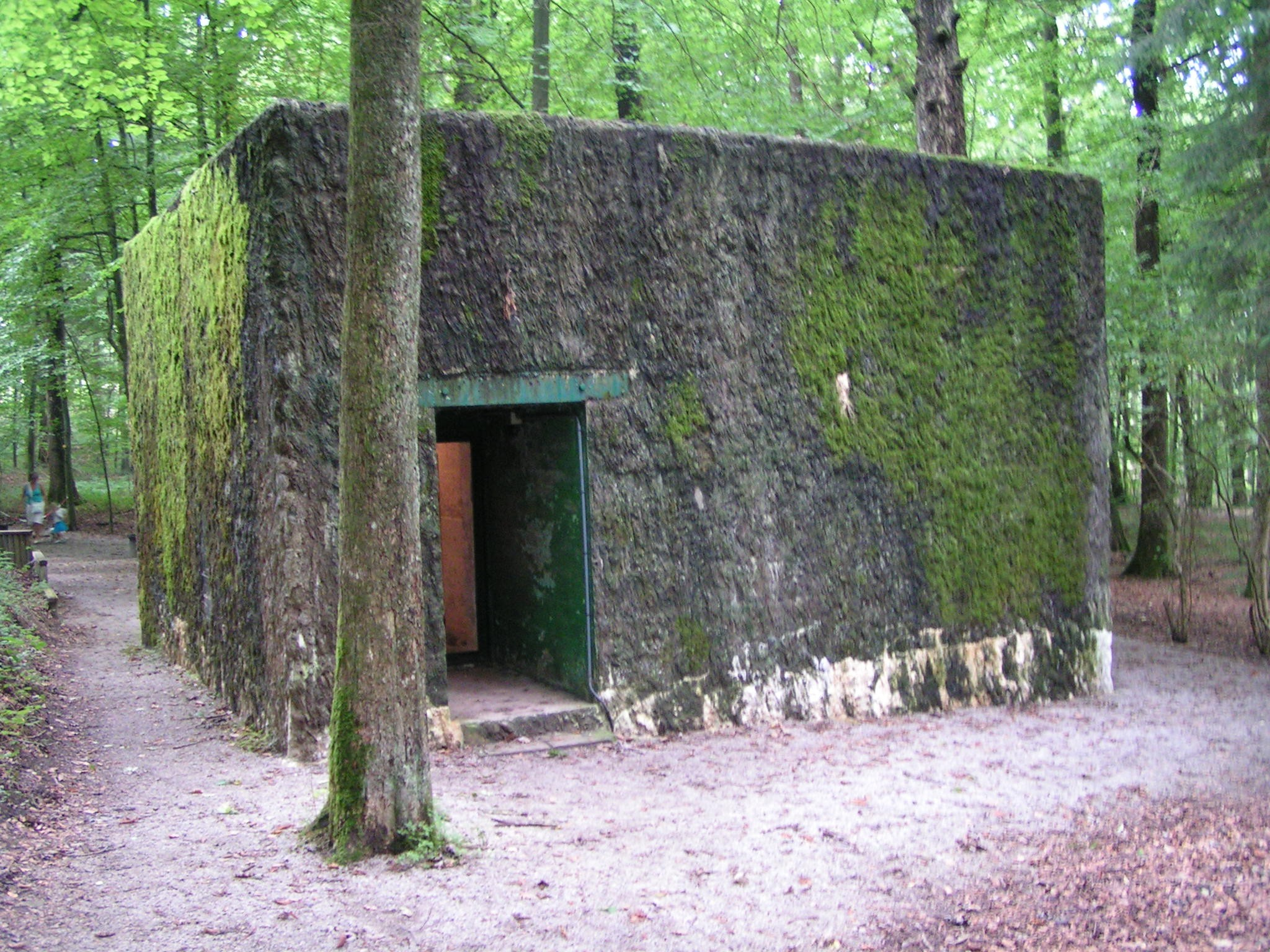
Un des deux bunkers de l'abri d'Hitler.
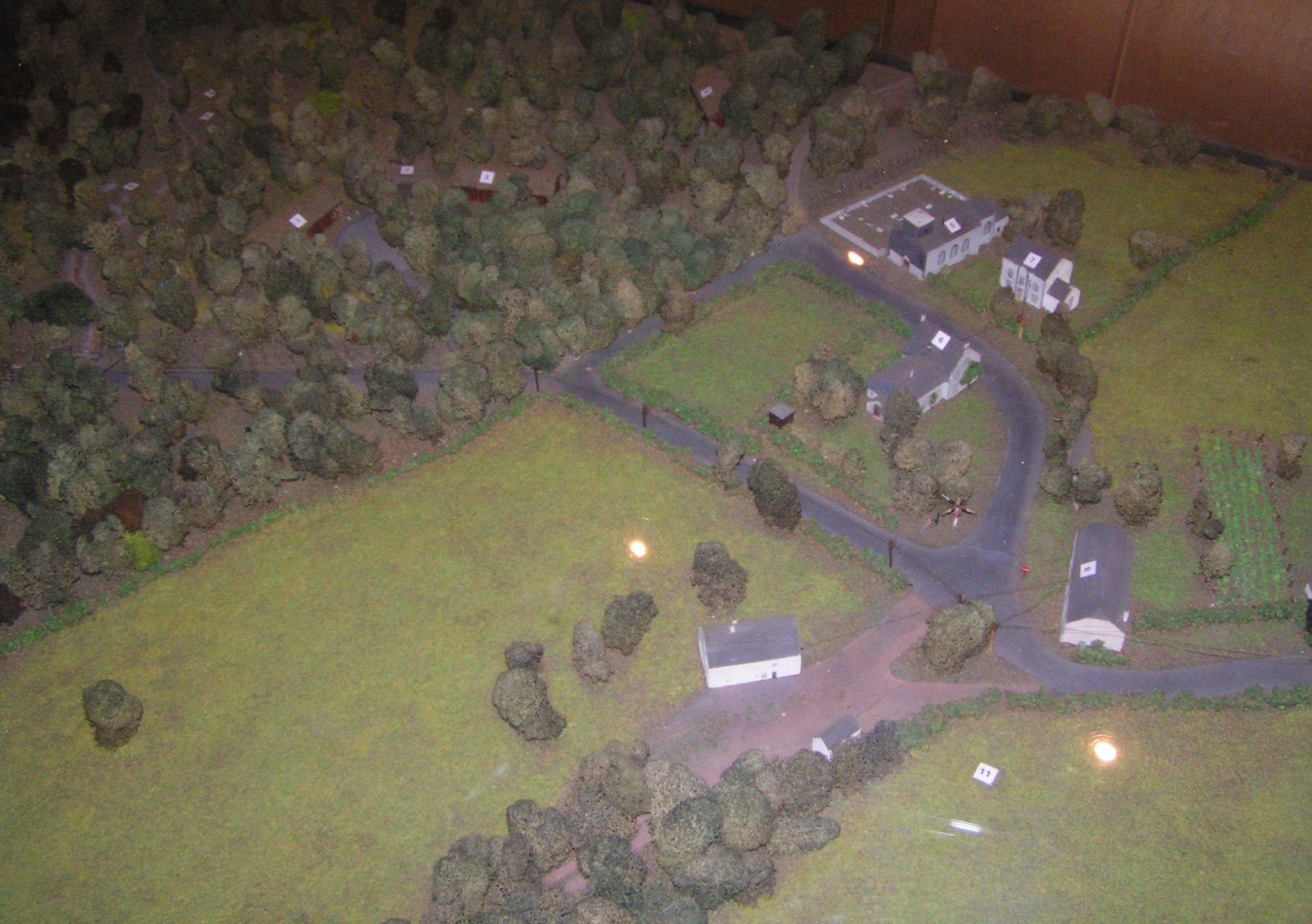
Maquette du village tel qu'il était en 1940 après son réaménagement par l'Organisation Todt pour servir de Grand Quartier Général allemand pour la campagne de France.
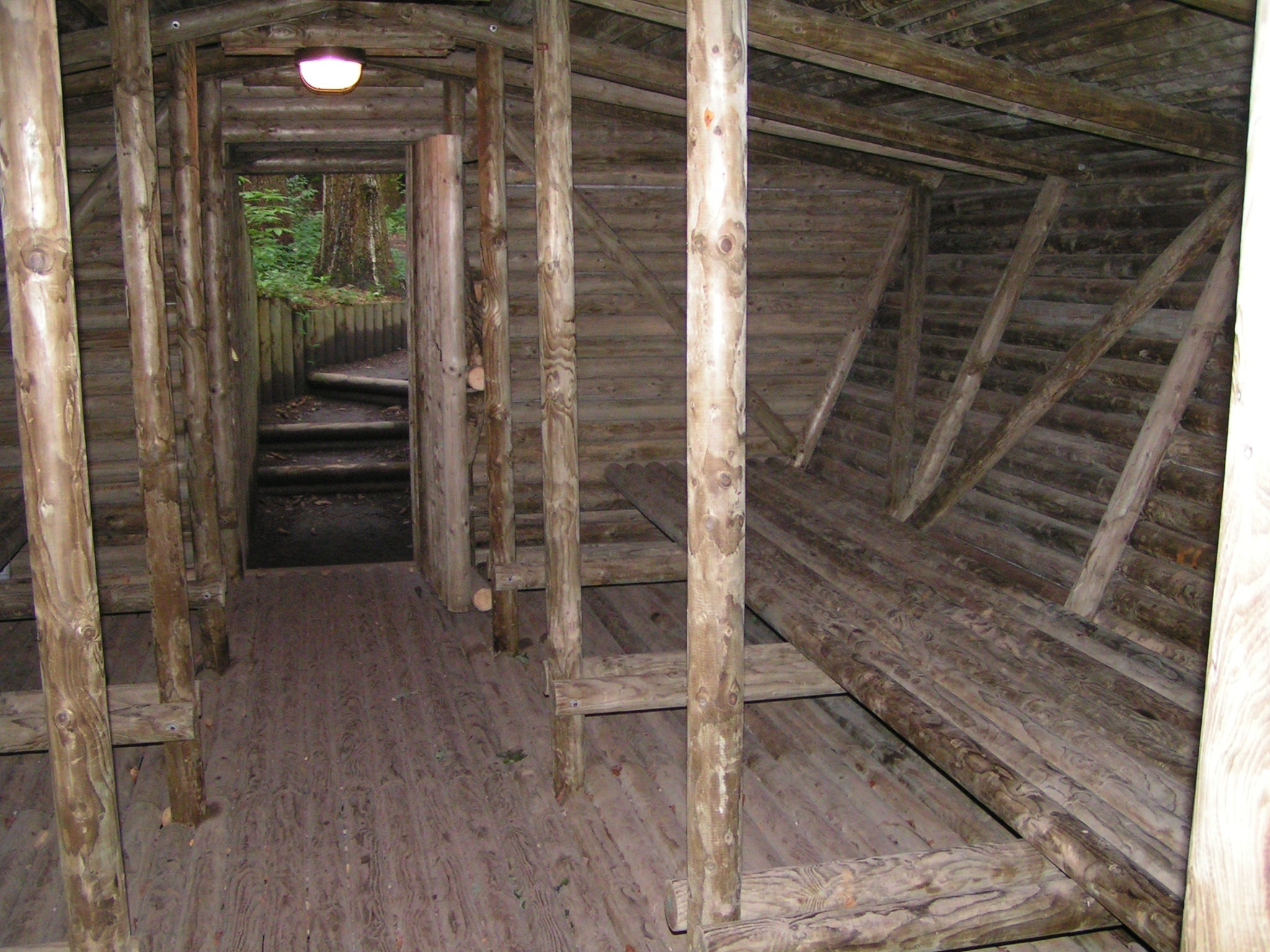
Cagna reconstituée (abri en forêt utilisé par les résistants).
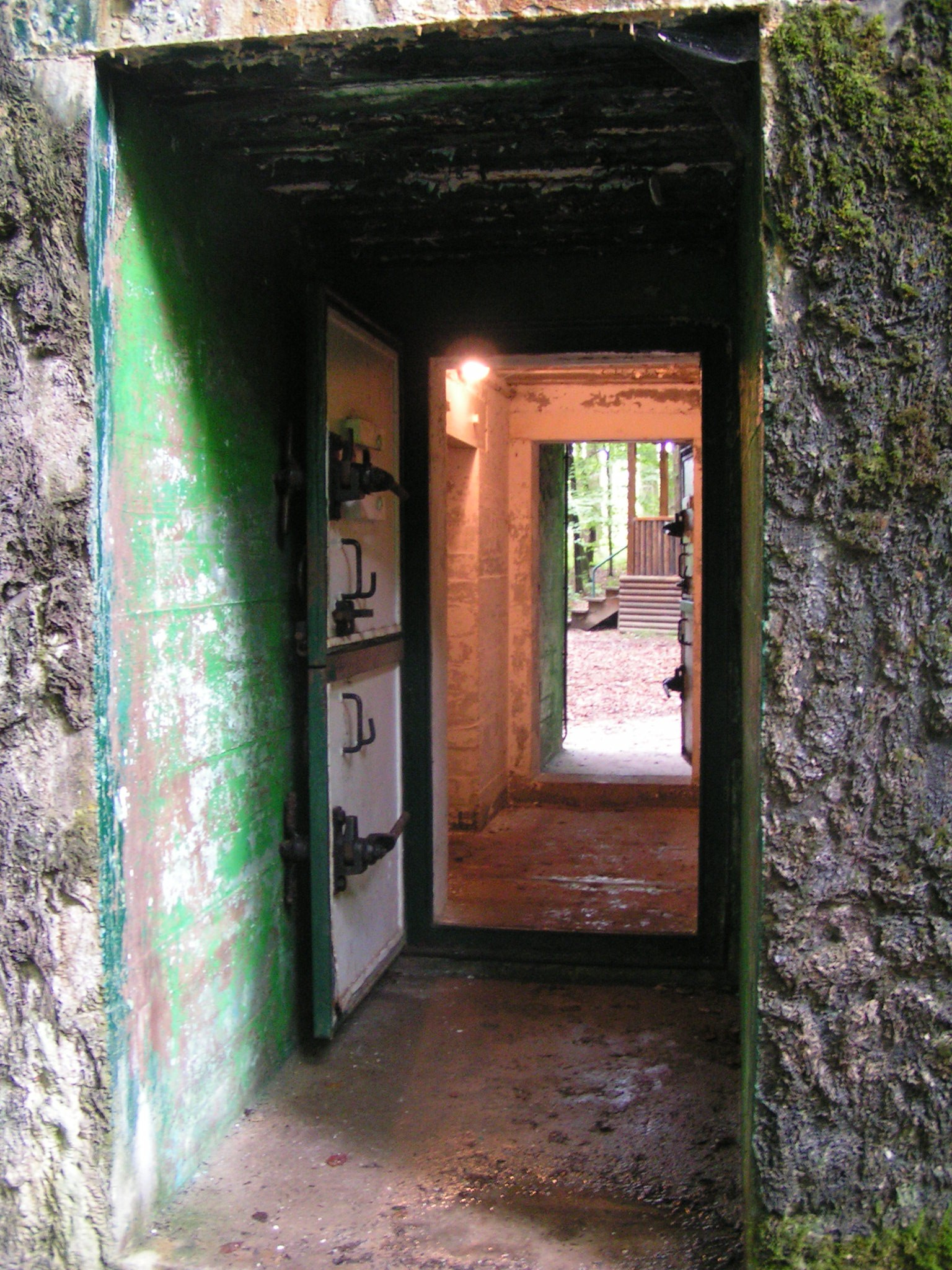
Intérieur du Bunker.
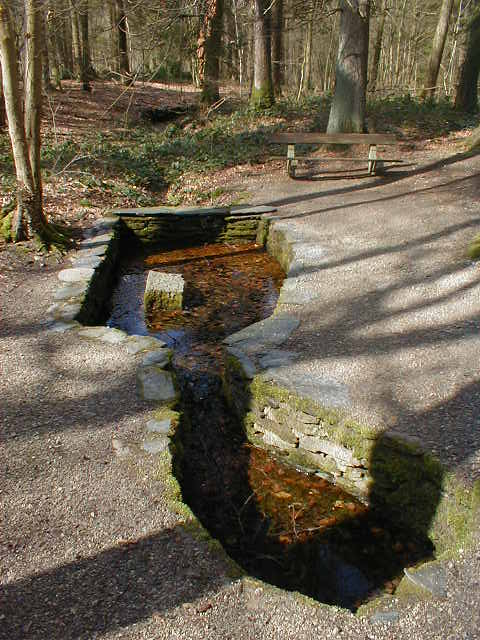
Le bassin.

## Sites et monuments
- La chapelle Saint-Méen, dédiée à saint Méen. De style néo-classique, elle est construite en 1855[4].

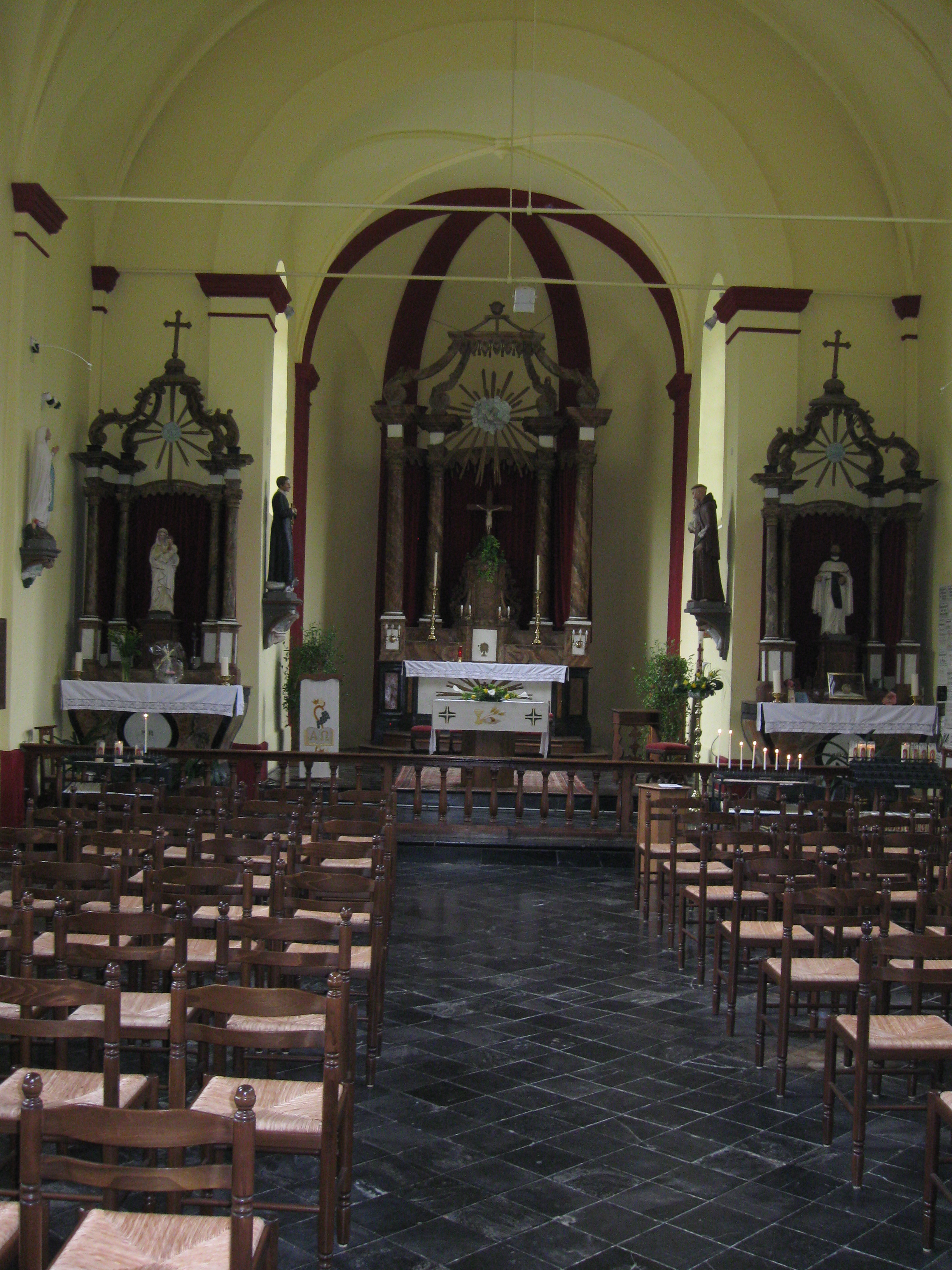
La chapelle Saint-Méen au Brûly-de-Pesche.
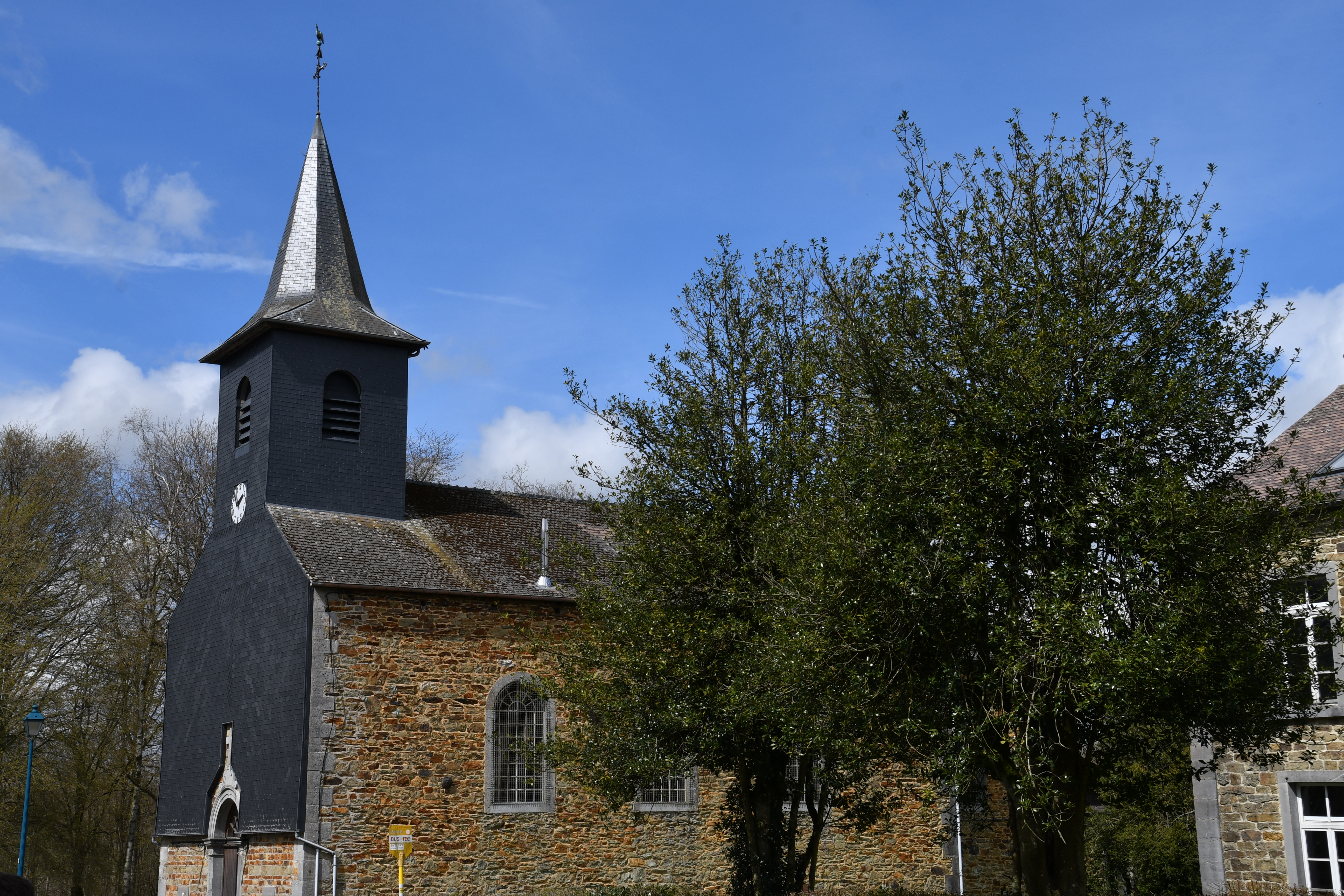
Extérieur de la chapelle Saint-Méen.

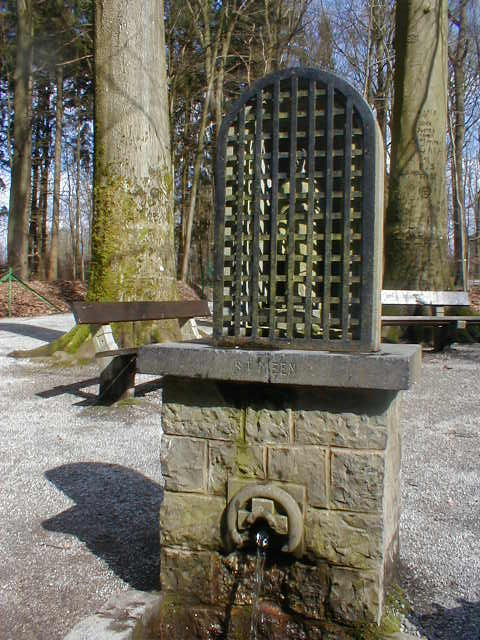

- Fontaine Saint-Méen.

- La chapelle du maquis.

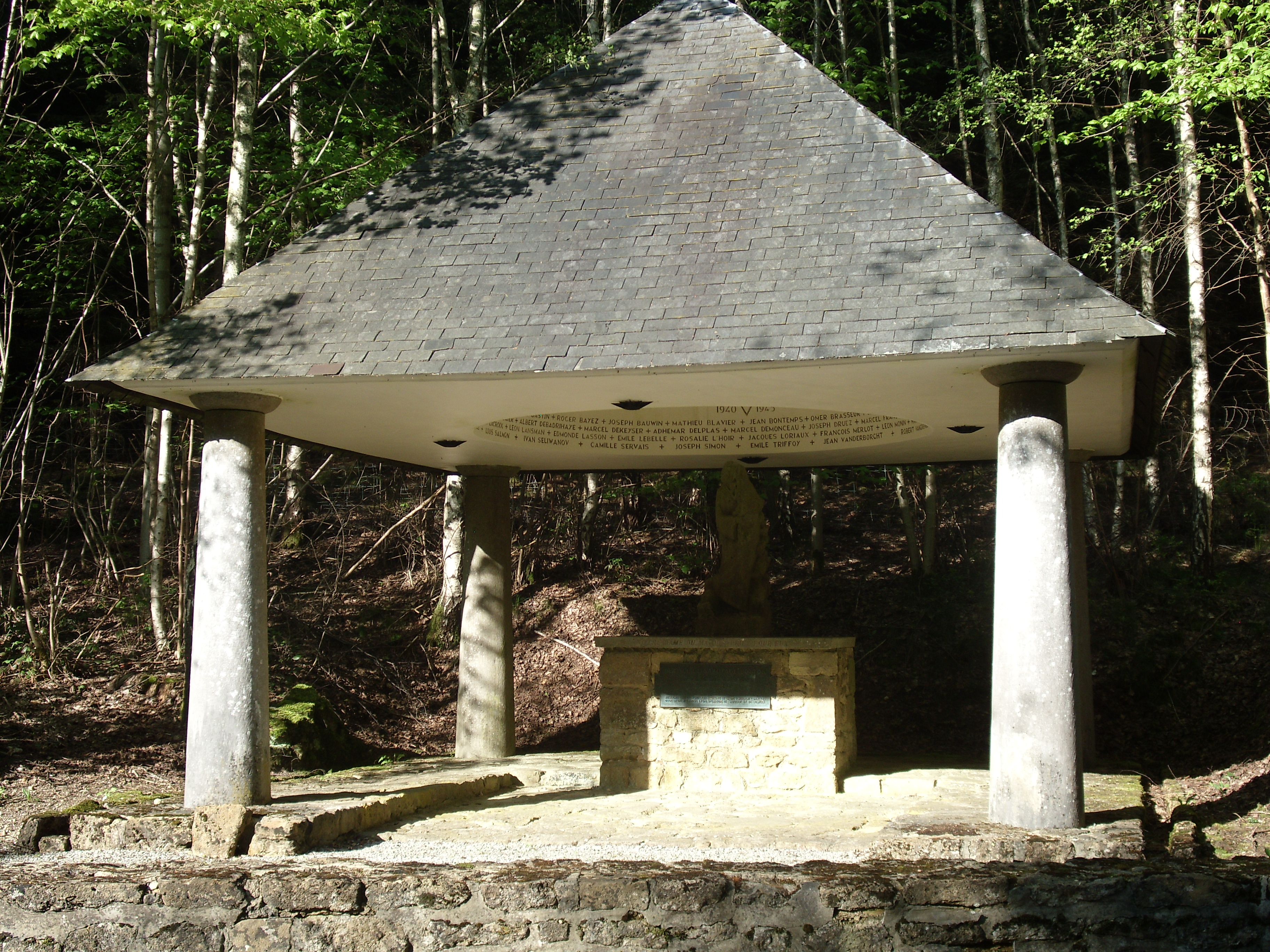
La chapelle du maquis en mémoire du groupe Hotton.
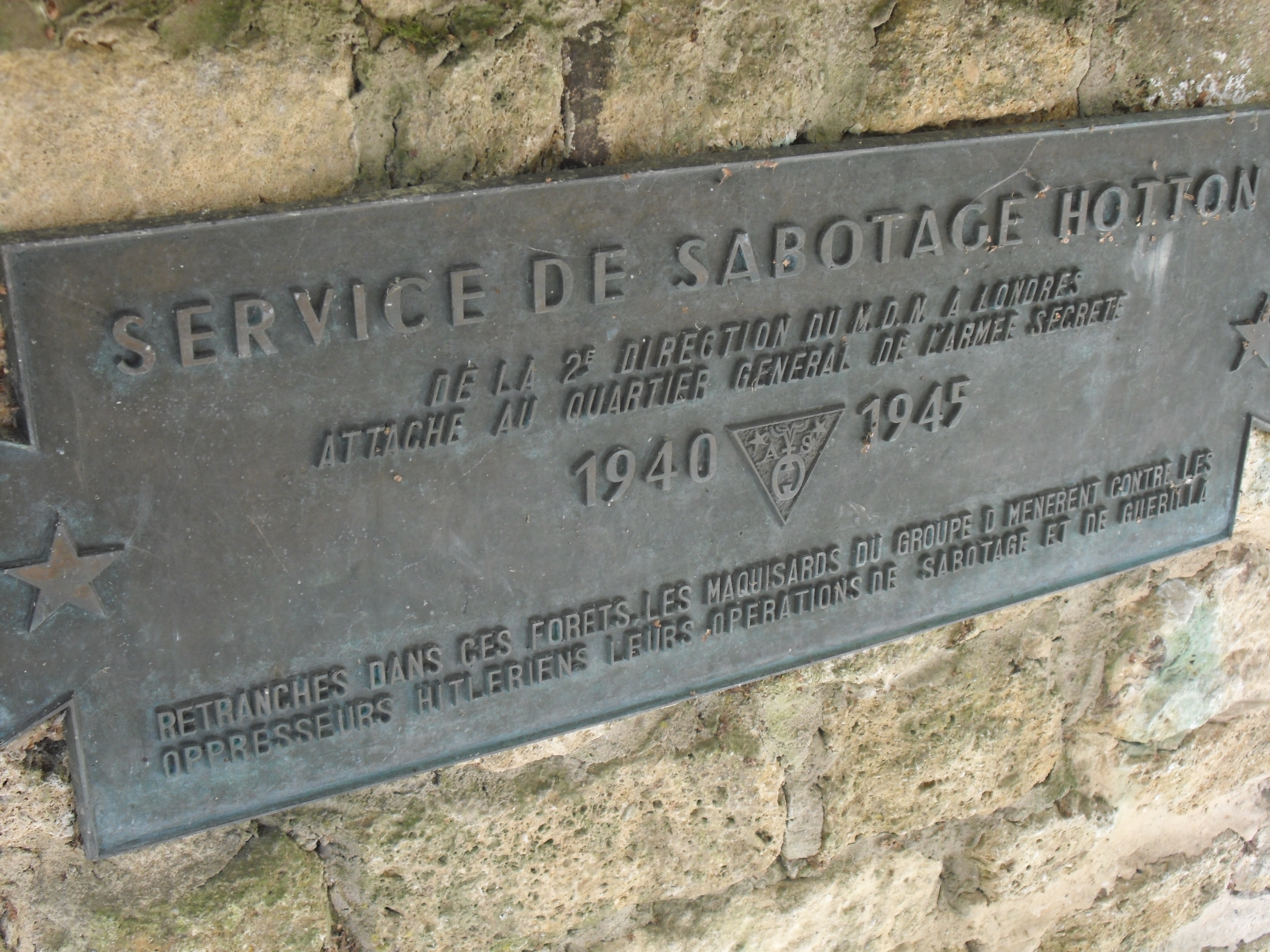